# Рибново
Рѝбново е село в Югозападна България. То се намира в община Гърмен, област Благоевград. Известно е в цяла България със своите сватби, традиции и обичаи.

## География
Село Рибново се намира в планински район. Населението се състои само от помаци. Село Рибново е с най-голямо население в община Гърмен. То е на 21 km от Гърмен и на 30 от Гоце Делчев. В селото са открити находища на антимон.

## История
Край Рибново е открит античен некропол.

### По време на Османската империя
Село Рибново е включено в подробен регистър от 1478 година, в който са изброени главите на домакинствата поименно. Регистрирани са 81 християнски домакинства, от които 4 на несемейни и 2 на вдовици. В съкратен регистър от 1519 година от Рибново са вписани 104 християнски и едно мюсюлманско домакинство. В друг документ, съставен в периода 1524 – 1537 година Рибново фигурира като село, в което има 91 християнски домакинства, 15 неженени християни, 4 вдовици, 1 мюсюлманско домакинство и 2 неженени мюсюлмани. В регистъра от 1530 година Рибново фигурира като село с 91 християнски домакинства, 15 неженени християни, 8 вдовици, 1 мюсюлманско домакинство и 2 неженени мюсюлмани. Според джизие регистъра от 1615 година броят на немюсюлманските домакинства в Рибново е бил 43.
В списък на селищата и броя на немюсюлманските домакинства в част от вилаета Неврокоп от 16 ноември 1636 година село Рибново (Рибне) е посочено като село, в което живеят 44 християнски семейства. В списък на селищата и броя на немюсюлманските домакинства във вилаета Неврокоп от 13 март 1660 година село Рибново (Рибне) е посочено като село, в което живеят 10 немюсюлмански семейства.
През 1671 година в Неврокоп били свикани посланици от всички села в казата да свидетелстват в съда, че им е била изплатена изкупената от държавата продукция. От мюсюлманските села бил пращан мюсюлманин, от християнските – християнин, а от смесените – мюсюлманин и християнин. Селата, в които живели хора с по-висок обществен статут, са представени от тях без значение от религията им. В този документ Рибново е представено от християнин.
В документ от 1722 – 1723 година Рибново е регистрирано като село, от което данъкът авариз се плаща от 41 мюсюлмански семейства или 16 2/3 ханета, от които 9 владеят чифт. В по-късно обновено допълнение към документа са изброени поименно главите на домакинствата в селото, всичките от които мюсюлмански. От регистрираните общо 53 глави на домакинства, 9 владеят чифт. От тях са освободени от данъка 1 имам (Осман, син на Бали), 1 мюезин на доброволни начала (Мехмед, син на Мухаррем), 5 вдовици, 1 бедняк/нетрудоспособен, а 4 имат запустял или разрушен имот, или са починали. В османските документи селото често се среща изписано Рибна или Рибне (на османски турски: ريــبــنــه).
В XIX век Рибново е мюсюлманско село в Неврокопска каза на Османската империя. В „Етнография на вилаетите Адрианопол, Монастир и Салоника“, издадена в Константинопол в 1878 година и отразяваща статистиката на населението от 1873 година, Рибна (Ribna) е посочено като село със 100 домакинства и 260 жители помаци.
В 1889 година Стефан Веркович (Топографическо-этнографическій очеркъ Македоніи) отбелязва Рибна като село със 100 помашки къщи.
В 1891 година Георги Стрезов пише за селото:
| „ | Рибно, село на Ю от Илипово. Местоположение планинисто; поминък: дърводелство. Жителите са само помаци – 80 къщи. | “ |

Съгласно статистиката на Васил Кънчов към 1900 година Рибново е българо-мохамеданско селище. В него живеят 560 българи-мохамедани в 105 къщи. Според Стефан Веркович към края на XIX век Рибново (Рибна) има мюсюлманско мъжко население 320 души, което живее в 100 къщи.

### Модерна история
На 29 март 1964 година, по време на т.нар. Възродителен процес, в село Рибново пристига група агитатори, придружавани от милиционери и войници, което предизвиква истински бунт. „Възродителите“ са посрещнати с камъни, дървета и брадви от жителите на селото. Един милиционер е ударен с камък в главата, поради което изпада в безсъзнание и е пленен. Пристигналият военен отряд стреля във въздуха, но жителите на селото се нахвърлят и върху него, пленявайки един войник. Двамата пленници са освободени след известно време, християните-учители са изгонени от селото заедно със семействата им, на минарето на джамията е окачено турското знаме, телефонните връзки със страната са прекъснати, а мостът на пътя към Гоце Делчев е взривен.
Бунтът в Рибново предизвиква стъписване сред властите и лично Тодор Живков нарежда кампанията за преименуване на помаците в района да бъде прекратена. Инцидентът засилва съпротивата и в съседните селища, като жители на Рибново и други села от Чеч изпращат делегации до турското посолство и държавното ръководство, срещат се с члена на Политбюро Боян Българанов, който проявява съчуствие към оплакванията им. На 1 април в селото пристига генерал Иван Бъчваров, който обвинява за събитията окръжното партийно ръководство и обещава, че преименуванията ще стават изцяло доброволно. С това бунтът е прекратен, а хората в региона масово връщат имената си, които запазват до следващата кампания в началото на 70-те години.

## Население

### Етнически състав
Преброяване на населението през 2011 г.
Численост и дял на етническите групи според преброяването на населението през 2011 г.:
|                     | Численост |
| Общо                | 2745      |
| Българи             | 572       |
| Турци               | 131       |
| Цигани              | -         |
| Други               | 164       |
| Не се самоопределят | 5         |
| Неотговорили        | 1873      |

## Религии
Населението е съставено изцяло от помаци – мюсюлмани, повечето от които имат различно самоопределение. В селото има две джамии, на центъра и в горната махала. Предполага се, че джамията в центъра е построена в края на XIX или началото на XX век.

## Образование и култура
Средно училище „Йордан Йовков“ (Рибново) се намира в с. Рибново. Училището разполага с добра материална база. В него се обучават около 500 ученици в паралелки от I до XII клас.
Детска градина „Светлина“ (Рибново) се намира в с. Рибново, посещава се от около 150 деца годишно.
Читалище „Изгрев“ (Рибново) е действащо читалище, намиращо се в с. Рибново, регистрирано под номер 3218 в Министерството на културата. Разполага със самодеен състав и библиотека от над 5000 книги.

## Традиции
В с. Рибново се провеждат едни от най-интересните традиционни сватби в България. Те се провеждат през зимата, когато всички хора се приберат в селото, тъй като през летния сезон голяма част от населението отглежда тютюн в различни краища на България.

## Личности

### Родени в Рибново
- Смаил Мустафов Лейков, (1923 – 1945), загинал във Втората световна война.
- Джемал Ибраимов Авдиков, (1922 – 1945), загинал във Втората световна война.
- Мустафа Робев Садъков, загинал в Първата световна война.
- Калуш Амидов Ахизов, загинал в Първата световна война.
- Феим Иса, кмет на общ. Гърмен.
- Айдън Мохамед (р. 1975), районен мюфтия на Благоевград (2001 – 2021).
- Джемал Хатип (р. 1978), теолог, историк и преводач.
- Юсеин Бошнаков (р. 1979), хореограф – Читалище „Изгрев“ (Рибново).

### Свързани с Рибново
- Георги Шопов, неврокопски войвода, през Илинденско-Преображенското въстание опожарява част от Рибново[19]
- Иван Петков, художник, живеещ и творящ в Рибново. Там е разположена и богата галерия с негови творби.